# NGC 2714
NGC 2714 (również PGC 24959) – galaktyka eliptyczna (E), znajdująca się w gwiazdozbiorze Kila. Odkrył ją John Herschel 4 lutego 1835 roku.